# Guglielmo da Varignana
Guglielmo da Varignana (auch: Gulielmus Varignana) (* 1270; † 1339) war Medizinprofessor und Philosoph.
Sein Bruder ist Bartolomeo da Varignana († 1321).

## Werke
- De febrium dispositione tractatus duo.
- Practica Canonica Ioannis Michaelis Savonaro; Johannes Michael.
- Secreta sublimia ad varios curandos morbos.

| Personendaten    | Personendaten                              |
| ---------------- | ------------------------------------------ |
| NAME             | Varignana, Guglielmo da                    |
| ALTERNATIVNAMEN  | Varignana, Gulielmus; Varignana, Guglielmo |
| KURZBESCHREIBUNG | Mediziner und Philosoph                    |
| GEBURTSDATUM     | 1270                                       |
| STERBEDATUM      | 1339                                       |